# 近田祐理子
近田 祐理子（こんだ ゆりこ、1988年5月27日 - ）は日本の女性ファッションモデル、歌手。オフィスicchoに所属していた。

## 経歴

### モデル
フリーペーパー『SG』の専属モデルを務め、ファッション雑誌『Nicky』『JELLY』『EDGE STYLE』に読者モデルとして出演。

### 歌手
テレビ東京のバラエティ番組『ピラメキーノ』内で結成された音楽ユニット「オンナラブリー」の一員で、ダンサーを務める。2010年2月10日、シングル「Onaraはずかしくないよ/ピラメキたいそう」でデビュー。

## 出演

### 雑誌
- SG（ワンエーティープロモーション）
- EDGE STYLE（双葉社）

### テレビ番組
- BREAK SG（青森朝日放送）